# Liget-legelő
Liget-legelő este o arie protejată (arie specială de conservare — SAC, sit de importanță comunitară — SCI) din Ungaria întinsă pe o suprafață de 2.206,81 ha, integral pe uscat.

## Localizare
Centrul sitului Liget-legelő este situat la coordonatele 47°40′24″N 21°44′09″E / 47.6733°N 21.7358°E.

## Înființare
Situl Liget-legelő a fost declarat sit de importanță comunitară în august 2010 pentru a proteja 2 specii de plante și 5 specii de animale. Situl a fost protejat și ca arie specială de conservare în octombrie 2012.

## Biodiversitate
Situată în ecoregiunea panonică, aria protejată conține 3 habitate naturale: Păduri stepice euro-siberiene cu Quercus spp., Stepe panonice nisipoase, Pajiști aluvionare inundabile, de Cnidion dubii.
La baza desemnării sitului se află mai multe specii protejate:
- plante (2): Iris aphylla subsp. hungarica, Pulsatilla pratensis subsp. hungarica
- amfibieni (1): buhai de baltă cu burta roșie (Bombina bombina)
- mamifere (2): dihor de stepă (Mustela eversmanii), popândău (Spermophilus citellus)
- nevertebrate (1): Carabus hungaricus
- reptile (1): țestoasa de baltă (Emys orbicularis)

Pe lângă speciile protejate, pe teritoriul sitului au mai fost identificate 3 specii de plante, 1 specie de păsări, 1 specie de mamifere, 1 specie de nevertebrate, 2 specii de reptile.